# الرضاعة الطبيعية وفيروس نقص المناعة البشرية

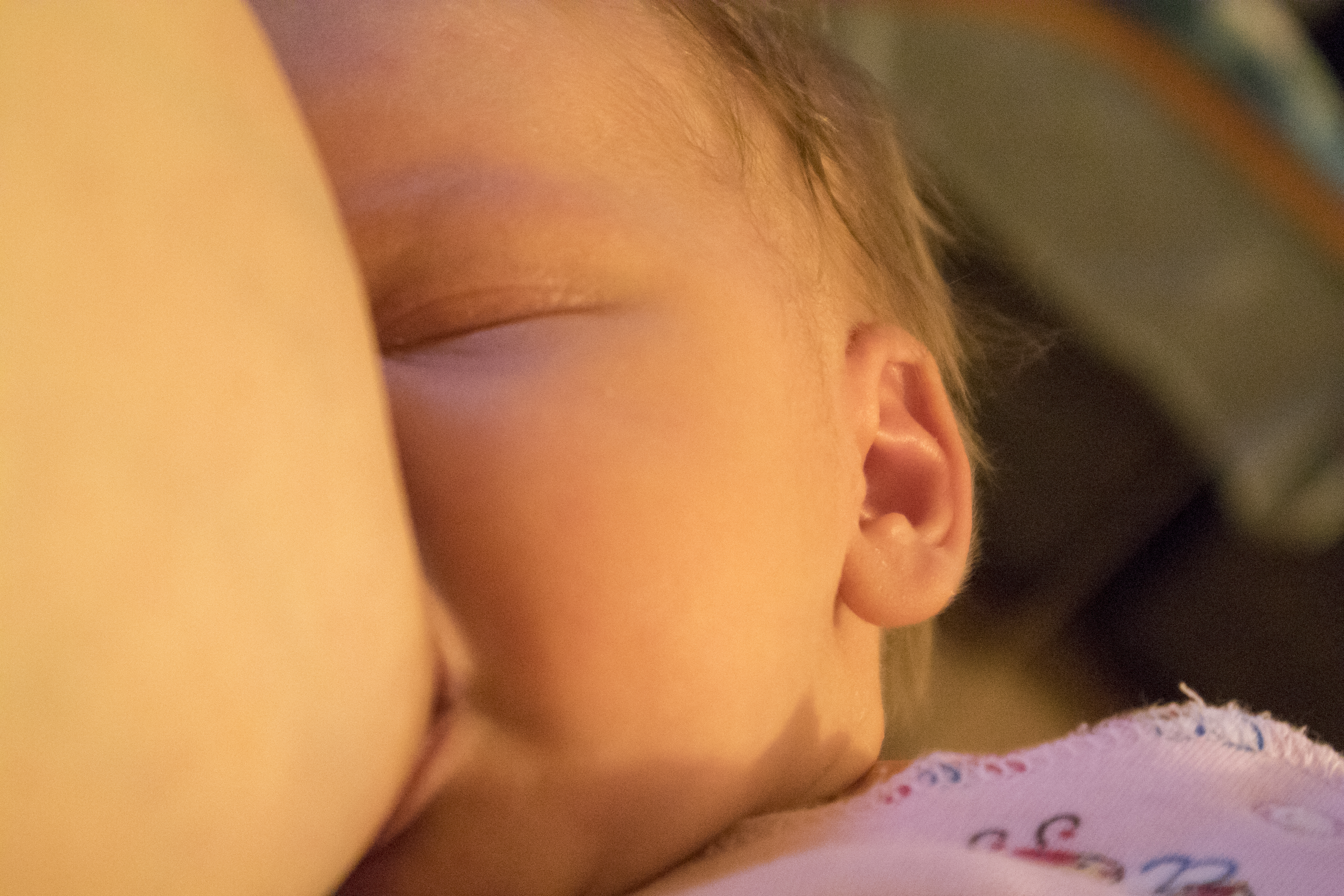

الرضاعة الطبيعية من الأمهات المصابات بفيروس نقص المناعة البشرية HIV  هي ممارسة الرضاعة الطبيعية للأمهات المصابات بفيروس نقص المناعة البشرية HIV. يمكن أن ينتقل فيروس نقص المناعة البشرية إلى الرضيع من خلال الرضاعة الطبيعية. يختلف خطر الانتقال من مصاب لآخر ويعتمد على الحمل الفيروسي في حليب الأم. يمكن أن يصاب الرضيع بفيروس نقص المناعة البشرية طوال فترة الحمل أو أثناء الولادة (أثناء الوضع).

## خلفية
تشير الرضاعة الطبيعية مع إرشادات فيروس نقص المناعة البشرية التي وضعتها منظمة الصحة العالمية إلى أن الأمهات المصابات بفيروس نقص المناعة البشرية (لاسيما اللواتي يعشن في البلدان فقيرة الموارد) يمارسن الرضاعة الطبيعية الحصرية فقط، بدلاً من ممارسات الإرضاع من الثدي المختلط التي تشمل مكملات غذائية أو سوائل أخرى. كشفت العديد من الدراسات عن فائدة عالية من الرضاعة الطبيعية الحصرية للأم والطفل على حد سواء، مما يوثق أن الإرضاع الحصري من الثدي لمدة 6 أشهر يقلل بشكل كبير من انتقال المرض، ويوفر للرضيع فرصة أكبر للبقاء على قيد الحياة في السنة الأولى من العمر، ويساعد الأم على التعافي من الآثار الصحية السلبية للولادة بسرعة أكبر.
وعلى الرغم من هذه المؤشرات الإيجابية، فقد حددت دراسات أخرى أن الرضّع المصابين بالرضاعة من الأمهات المصابات بفيروس نقص المناعة البشرية لديهم تقريباً فرصة بنسبة 19٪ للإصابة بالمرض، مقارنةً بالأطفال الذين يرضعون من الثدي والذين كان لديهم احتمال تقريبي بنسبة 49٪ للإصابة. وهذا التباين في النتائج يجعل من الصعب وضع مجموعة مناسبة من المبادئ التوجيهية للنساء المصابات بفيروس نقص المناعة البشرية في العالم الثالث أو البلدان النامية، حيث لا تكون الأشكال البديلة للتغذية مقبولة دائما ومجدية ومعقولة التكلفة ومستدامة وآمنة (AFASS). وبالتالي، بعد الكثير من الأبحاث، لا تزال فوائد و/أو عواقب الرضاعة الطبيعية مع فيروس نقص المناعة البشرية قيد النقاش حاليًا.

## تحديات سياسة الوقاية من سراية الأم إلى الطفل
تعتبر ممارسة الرضاعة الطبيعية للأمهات المصابات بفيروس نقص المناعة البشرية من الشواغل الصحية العامة العالمية المثيرة للجدل. حيث تقدم برامج الوقاية من انتقال العدوى من الأم إلى الطفل (PMTCT) والمبادئ التوجيهية الدولية الأخرى تدخلات وقائية لمعالجة انتقال الفيروس من الأم إلى الطفل (MTCT) لفيروس نقص المناعة البشرية في بلدان العالم الثالث. وتوفر البرامج توصيات وخدمات بما في ذلك العلاج المضاد للفيروسات (ART)، والتعديلات في ممارسات تغذية الرضّع (أي الرضاعة الطبيعية الحصرية أو التغذية الاستئثارية الحصرية)، وتقديم المشورة.
على الرغم من تنفيذ برامج الوقاية من انتقال العدوى من الأم إلى الطفل (PMTCT) في مناطق مختلفة، إلا أن نجاحها في ظروف محدودة الموارد لا يزال موضع نقاش واسع النطاق. في عام 2008، كانت أغلب مناطق أفريقيا جنوب الصحراء ككل تقدر بـ 430,000 حالة إصابة بفيروس نقص المناعة البشرية بين الأطفال دون سن 15 عامًا. أدى عدم مشاركة النساء المصابات بفيروس نقص المناعة البشرية والالتزام بخدمات الوقاية من السراية من الأم إلى الطفل وإرشادات تغذية الرضّع إلى جعل نجاح هذه السياسات أمراً صعباً، على الرغم من المعرفة والتكنولوجيا التي كُرست لهن. تخشى العديد من النساء معرفة وضعهن لفيروس نقص المناعة البشرية. بشكل عام، تفتقر الأمهات المصابات بفيروس نقص المناعة البشرية إلى الدعم، وخاصة من الذكور، مما يؤدي إلى وصمهم واستبعادهم من قبل أفراد المجتمع. ولهذا السبب ينتهي الأمر بغالبية النساء بفقدهن الاتصال ببرامج التنمية، التي تنتهي بعد فترة وجيزة من قيام الأم بالتوصيل. إن وقف هذه البرامج يجعل معرفة وفهم خيارات التغذية المختلفة أمرًا صعبًا بالنسبة لهؤلاء الأمهات، لأن هذه البرامج ليست متوفرة لتقديم المعلومات الضرورية لهم.

## تجارب عبر الثقافات
يختلف الوصول إلى الموارد المتاحة للوقاية من MTCT لفيروس نقص المناعة البشرية باختلاف المناطق الثقافية المختلفة. «تم القضاء على MTCT من فيروس نقص المناعة البشرية عملياً في ظروف جيدة الموارد مثل الولايات المتحدة وأوروبا». يمكن أن تشمل الموارد الطبية والعلاجية المتاحة في البلدان المتقدمة عقاقير للأمهات المصابات بفيروس نقص المناعة البشرية أثناء الحمل والولادة، والولادة القيصرية للحد من تعرض الرضيع للعدوى؛ والتعديلات في ممارسات تغذية الرضع. في بلدان العالم الثالث، يمكن أن يكون من الصعب جداً العثور على الموارد الطبية والتكنولوجيا ويمكن أن تكون عبئًا ماليًا للأمهات المصابات بالفيروس. تشير الأمهات المصابات بعدوى فيروس نقص المناعة البشرية إلى مستشارين للحصول على معارف وخبرات حول تغذية الرضّع والصحة. كما تتوفر وسائل العلاج في ظروف محدودة الموارد للأمهات المصابات بفيروس نقص المناعة البشرية في شكل العلاج المضاد لفيروسات النسخ العكسي (ART) الذي يعد أحد الموارد التي ساهمت في القضاء على MTCT لفيروس نقص المناعة البشرية في بلدان العالم الأول. من أجل الحصول على الموارد، يجب أن تكون الأم المصابة بفيروس نقص المناعة البشرية قادرة على الحفاظ على مواعيد المتابعة بانتظام، ومع ذلك، فإن هذا يمثل مشكلة في ظروف محدودة الموارد بسبب ضعف البنية التحتية في أنظمة الرعاية الصحية في دول مثل الهند وتنزانيا ونيجيريا. ويمكن أن يكون ذلك بمثابة معضلة للأمهات المصابات بفيروس نقص المناعة البشرية؛ لأنه على الرغم من محدودية الموارد المتاحة لهن، فإن القيود المالية قد تمنع النساء من الوصول إلى العلاجات المتاحة. هذا يمكن أن يؤثر على قرار الأمهات المصابات بفيروس نقص المناعة البشرية بالاعتماد فقط على الرضاعة الطبيعية كخيار تغذية أولي بسبب عدم الاستقرار المالي.
يوضح البحث الأنتروبولوجي أنه في السياقات التي تكون فيها الرضاعة الطبيعية ضرورية لبقاء الرضع، كما هو الحال في البيئات الفقيرة في الموارد، فإن المبادئ التوجيهية لتغذية الرضع من PMTCT تتحدى مفاهيم الأمومة وصنع القرار النسائي على رعاية الأطفال، ولون تجارب تغذية الرضع الأمهات المصابات بالفيروس. في أفريقيا الشرقية، معدل وفيات الرضع مرتفع والرضاعة الطبيعية أمر حيوي لبقاء الرضع. تعرف الأمومة بأنها مسؤولية ضمان نمو الطفل وصحته بشكل صحيح. تعتبر الرضاعة الطبيعية أيضاً ممارسة ثقافية تساعد على خلق رابطة اجتماعية بين الأم والطفل. ومع ذلك، هناك فك الارتباط بين إرشادات سياسة الرضاعة في مجال الوقاية من انتقال العدوى من الأم إلى الطفل PMTCT وما يعتبر سلوكًا جيدًا للأمهات. تشجع سياسة منع انتقال الفيروس من الأم إلى الطفل التغذية البديلة لأنه يعتقد أنها تمنع خطر انتقال فيروس نقص المناعة البشرية. ومع ذلك، فإن الالتزام بهذه المبادئ التوجيهية يصعب على الأمهات في الأماكن محدودة الموارد، بحيث أنهم يعتقدون أن عدم إرضاع طفل ما من شأنه أن يضر بصحتهم وبقائهم، بالإضافة إلى تهديد «تطور الروابط الجسدية والعاطفية الوثيقة بين الأم والطفل». على هذا النحو، لا ينظر إلى الرضاعة الطبيعية بالنسبة للنساء المصابات بفيروس نقص المناعة البشرية، على أنهن أخفق في أن يكونا أم جيدة. وبالتالي، فإن برامج الوقاية من انتقال الفيروس من الأم إلى الطفل تؤثر على الوكالة النسائية المصابة بفيروس نقص المناعة البشرية وصنع القرار في مجال رعاية الرضع، فضلاً عن تحدي مفاهيمها الثقافية للأمومة الجيدة.

## المبادئ التوجيهية لمنظمة الصحة العالمية
في محاولة لزيادة تحسين إرشادات الأمم المتحدة لخيارات تغذية الرضع المثلى للأمهات المصابات بفيروس نقص المناعة البشرية، عقدت منظمة الصحة العالمية (WHO) اتفاقية لمدة ثلاثة أيام في جنيف في عام 2006 لاستعراض الأدلة الجديدة التي أثبتت منذ تأسيسها في عام 2000، ضم المشاركون وكالات تابعة للأمم المتحدة، وممثلًا من منظمات غير حكومية، وباحثين، وخبراء في مجال تغذية الرضع، وإدارات تابعة لمنظمة الصحة العالمية. وقد خلص المؤتمر إلى التوصيات التالية: إذا كانت التغذية البديلة مقبولة وممكنة وميسورة التكلفة وآمنة، فإن الأمهات المصابات بفيروس نقص المناعة البشرية يُنصح باستخدام التغذية البديلة. خلاف ذلك، يوصى بالرضاعة الطبيعية الحصرية. في غضون ستة أشهر، إذا كانت التغذية البديلة غير متوفرة بعد، يتم تشجيع الأمهات المصابات بفيروس نقص المناعة البشرية على إدخال الطعام ببطء مع الاستمرار في الرضاعة الطبيعية. ينصح الذين لديهم الرضع المصابين بفيروس نقص المناعة البشرية بمواصلة الرضاعة الطبيعية حتى بعد 6 أشهر.

## وصلات خارجية
- Breast-Feeding Content Resources تقارير منظمة الصحة العالمية عن الرضاعة الطبيعية
- Health risks of not breastfeeding وزارة الصحة والخدمات الإنسانية الأمريكية
- The World Alliance for Breastfeeding Action(WABA) هي شبكة عالمية من الأفراد والمنظمات المعنية بحماية وتعزيز ودعم الرضاعة الطبيعية في جميع أنحاء العالم.
- Center for Disease Control and Prevention Breastfeeding CDC
- LactMed, قاعدة بيانات لسلامة الأدوية التي قد تتعرض لها الأمهات المرضعات، من قبل المكتبة الوطنية لعلم الطب
- WHO | Guidelines on HIV and infant feeding 2010